# 1518 Рованіємі
1518 Рованіємі (1518 Rovaniemi) — астероїд головного поясу, відкритий 15 жовтня 1938 року.
Тіссеранів параметр щодо Юпітера — 3,623.